# هيدو ميساكي
كيب هيدو (باليابانية: 辺 戸 岬، هيدو ميساكي، لغة أوكيناوا: فيدو-ميساتشي) والمعروفة أيضاً باسم نقطة هيدو، هي أقصى نقطة في شمال جزيرة أوكيناوا، تقع داخل قرية كونيغامي. عبارة عن رأس بارز يمتد من الجزيرة، يواجه بحر الصين الجنوبي غرباً والمحيط الهادئ شرقاً. وفي الأيام الصافية بشكل خاص، يمكن رؤية جزيرة يورون (يورونجيما) التابعة لمحافظة كاغوشيما في الأفق. تقع جزيرة يورون على بعد حوالي 23 كيلومتراً (14 ميل) إلى شمال كيب هيدو.
كيب هيدو هي جزء من حديقة أوكيناوا داي سيكرينزان شبه الوطنية، حديقة تابعة للمحافظة تأسست في 1965 وأعيد إنشائها مع عودة أوكيناوا إلى اليابان في 1972.
في شوهو كونيزو، توجد كونيزو (سلسلة من خرائط اليابسة للمقاطعات اليابانية التي ظهرت خلال فترة إيدو (1603 - 1868) تُظهر كيب هيدو باسم «هيتو ميساكي» أو «كيب هيتو». زارت بعثة كومودور بيري (1794 - 1858) كيب هيدو وسجلتها على أنها «كيب هوب» ضمن حكايته عن بعثة الأسطول الأمريكي إلى بحار الصين واليابان. كما سجل نيهون سويروشي وهو دليل ملاحة صدر لأول مرة في 1892، أن الرأس يُعرف أيضاً باسم كيب كونيغامي ويستخدم بشكل شائع كمعلم بحري.
أصبح الموقع مقصداً سياحياً، سواء لموقعه أو للنصب التذكاري الذي أقيم هناك احتفالاً بذكرى انتهاء الاحتلال الأمريكي وعودة أوكيناوا إلى السيادة اليابانية. يُمثل النصب التذكاري عامةً فرصة للسياح لالتقاط الصور؛ ومع نمو السياحة حول الموقع، ظهر بالقرب منه عدداً من المطاعم ومتاجر الهدايا التذكارية وغيرها من المرافق السياحية.
وفقا لأساطير تاريخ أوكيناوا، فر ملك أوكيناوا جيهون (حوالي 1248-1260) من العاصمة بعد التنازل عن العرش واختفى في الغابة. ويقال أنه شوهد آخر مرة على منحدرات نقطة هيدو (هيدو-ميساكي)، أقصى نقطة في شمال جزيرة أوكيناوا.

## معرض الصور

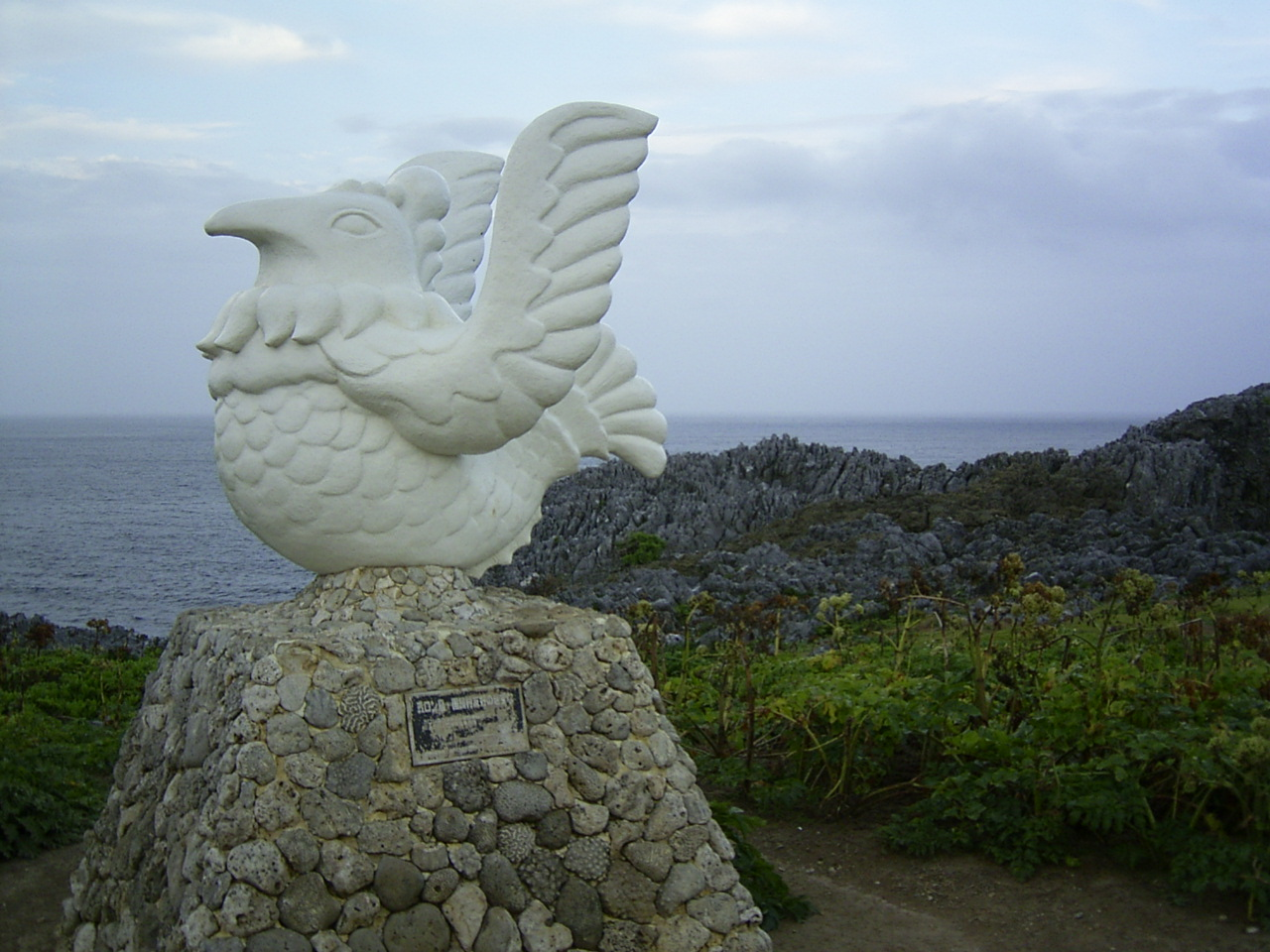
النصب التذكاري الذي أقيم تكريماً للصداقة بين قريتي كونيغامي ويورونجيما
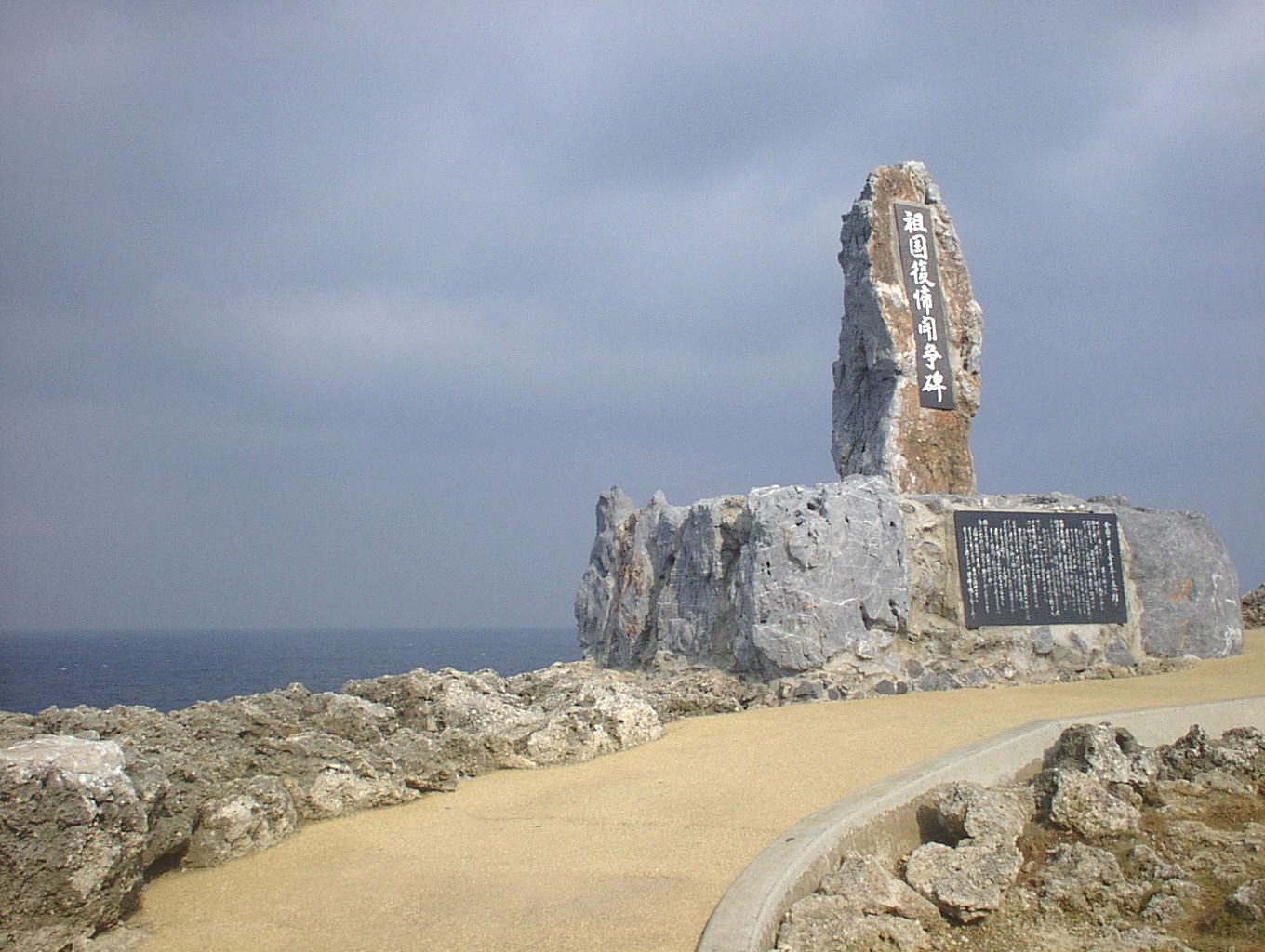
نصب تذكاري لإحياء عودة أوكيناوا إلى اليابان، أقيم في 1972
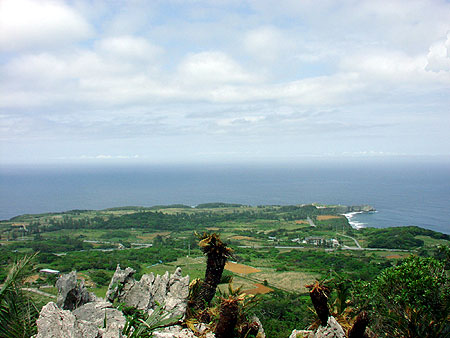
المنظر أعلى هيدو ميساكي
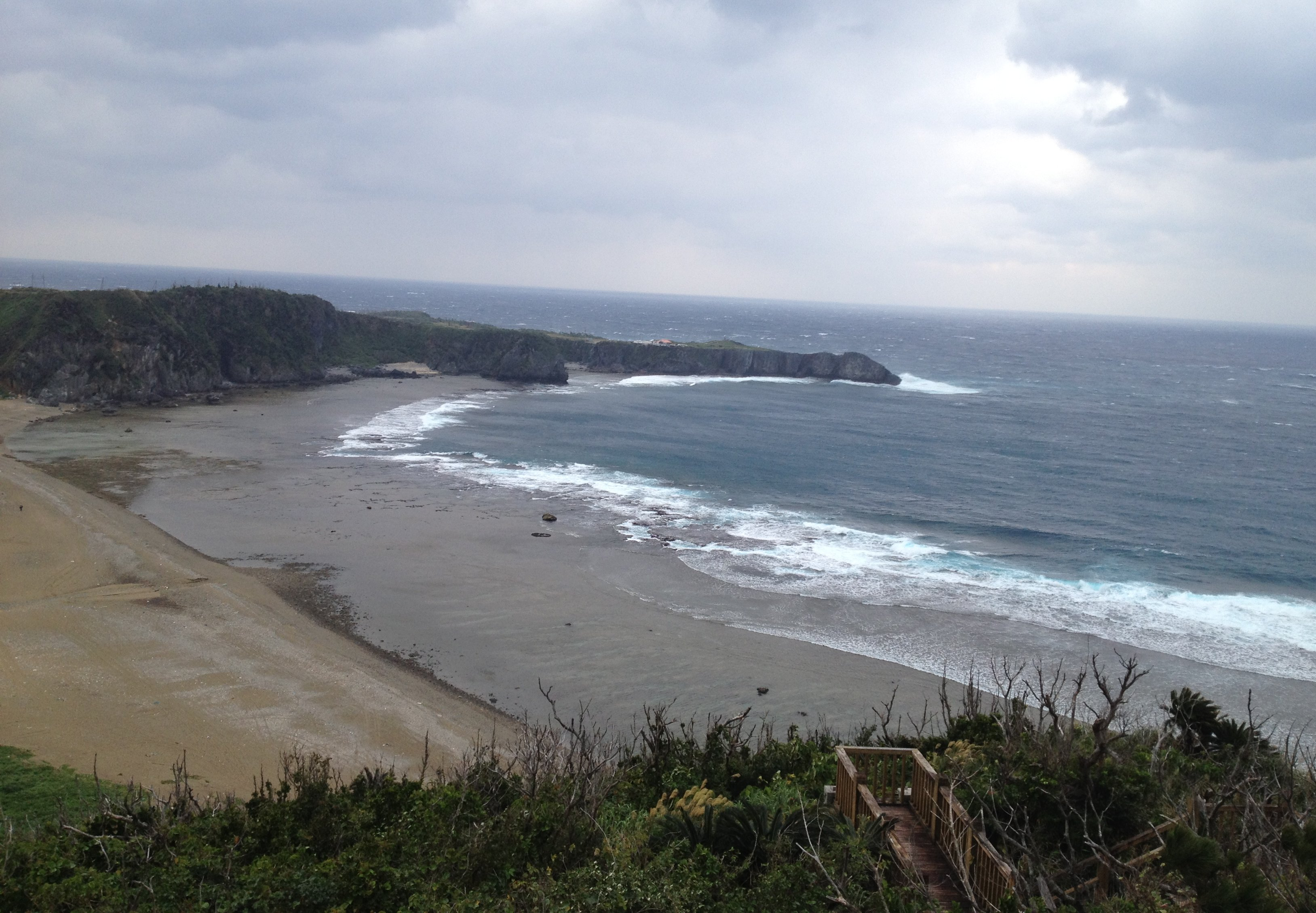
الشاطئ عند كيب هيدو